# 约翰·奥尔松
约翰·奥尔松（瑞典語：Johan Olsson，1980年3月19日—），瑞典男子越野滑雪运动员。他曾代表瑞典参加2006年、2010年和2014年冬季奥林匹克运动会越野滑雪比赛，共获得二枚金牌、一枚银牌和三枚铜牌。